# 福岡市警察

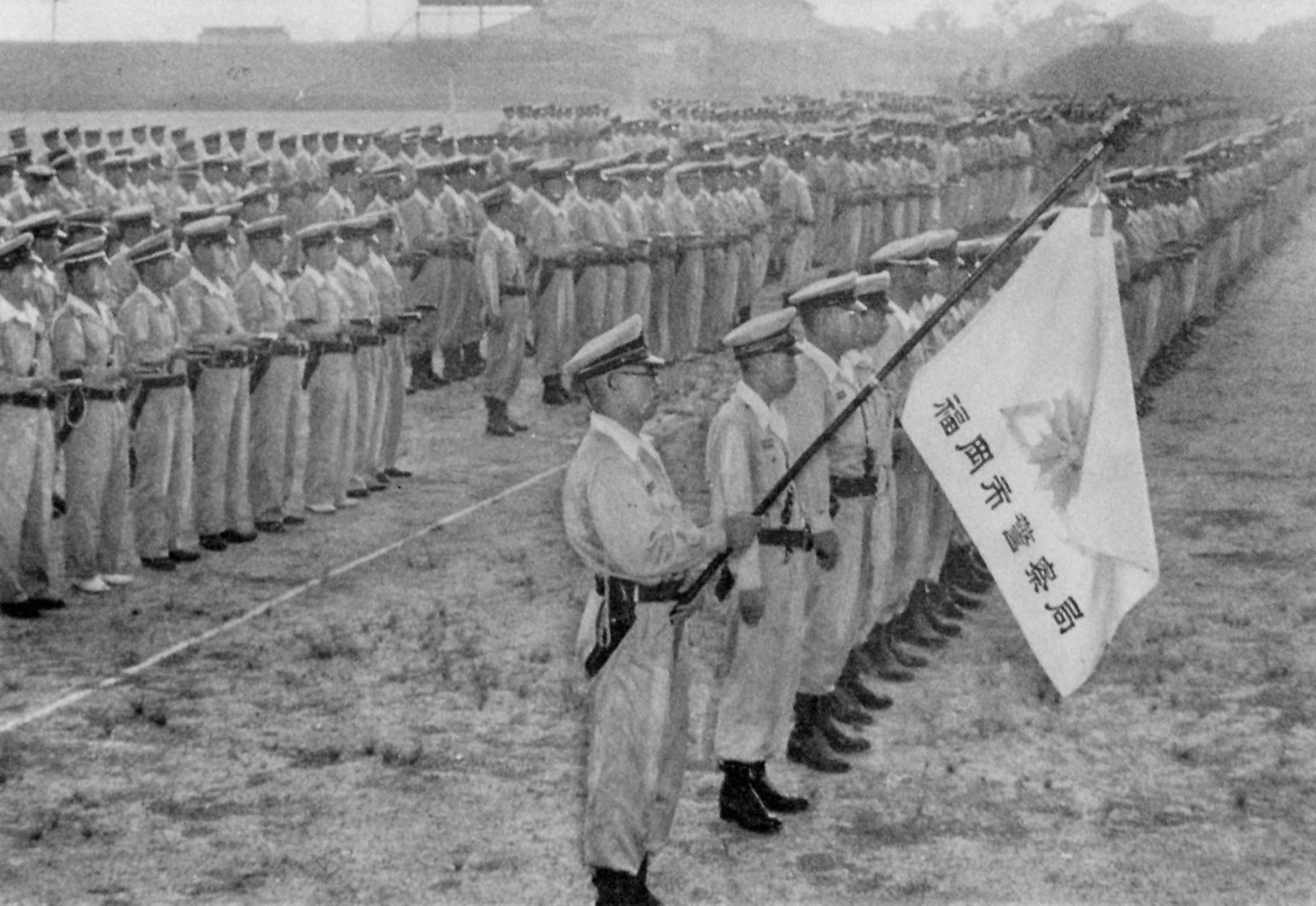
福岡市警察局の警備演習（1948年）

福岡市警察（ふくおかしけいさつ）は、かつて存在した福岡県福岡市の自治体警察である。なお、福岡市警察に編入された国家地方警察である博多港警察と、福岡市公安委員会についても述べる。

## 概要
1948年（昭和23年）3月7日の警察法施行に伴い、従来の福岡県警察部が解体され、3月10日に福岡市警察部が国家地方警察福岡県本部福岡地区警察署（現・中央警察署）内に設置された。3月8日、東公園に署員500名と福岡市長、福岡市公安委員が集合し、検閲・分列式ののちに市内を行進。10時に福岡警察署で開庁式が行われ、3月10日に福岡市警察部設置条例が制定された。同年7月1日に国家地方警察だった博多港警察署を編入し、同月4日には条例が改正され、警察部は警察局に、警察長は警察局長に改正された。1949年（昭和24年）9月2日には、福岡市警察局設置等に関する条例が制定され、実績を元に組織を捜査部・公安部・警務部に改めたほか、管区を東西南北と水上に新編し、警察署を改称して南北警察署を新設した。その後も婦人警察吏員を含む警察吏員の増員やパトカーの配備などで、年々体制も強化された。
しかし地方自治体の予算不足や制度の不合理から、1954年（昭和29年）、第19回通常国会に自治体警察の廃止を含む新警察法の改正案が提出された。福岡市では福岡市議会治安委員会が中心となり反対運動が起き、広報紙でも警察法案の反対運動を展開した。しかし新警察法は成立したため国家地方警察と自治体警察の廃止が決まり、6月29日に約1,000人の関係者による解散式が電気ホールで開催された。7月1日、新たな都道府県警察として福岡県警察が発足したため、福岡市警察も福岡県警察に統合され姿を消した。

## 組織

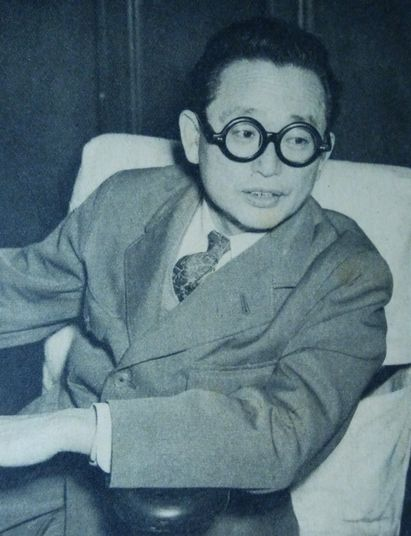
初代本部長・成田文雄（前福岡警察署署長、1954年）

1949年（昭和24年）時点
- 警務部
  - 警務課、教養課、経理課
- 公安部
  - 警ら課、警備課、公安課
- 捜査部
  - 第一課、第二課、防犯少年課

## 警察署
- 東警察署 - 粕屋地区地方警察と共用[6]の粕屋警察署の2階に、東福岡警察署として設置された。発足時の署長は徳永延太郎警視[7]。1949年（昭和24年）6月29日に新庁舎を竣工[3]して9月に改称[2]。統廃合後、東警察署に継承された。
- 西警察署 - 旧西福岡警察署に設置され[8]、早良地区地方警察と共用だった[6]。発足時の署長は中西喜衛警視[7]。1949年9月に改称[2]。統廃合後、西警察署（現在の早良警察署）に継承された。
- 南警察署 - 1949年9月に新設され[2]、1950年3月31日に新庁舎を竣工[8]。統廃合後いったん廃止され、現在の南警察署は1974年（昭和49年）4月1日に新設された[9]。
- 北警察署 - 1949年9月に新設[2]。水上警察署に併置されたが、1951年（昭和26年）2月に庁舎を店屋町4番地に新築移転した。統合後は博多警察署に再改称。
- 水上警察署 - 1948年（昭和23年）7月1日に国家地方警察の博多港警察として創設された[10]。発足時の署長は成田文雄警視[7]。1948年2月24日に新庁舎を竣工[8]。1949年9月に改称[2]。1953年（昭和28年）2月24に北浜三丁目に庁舎新築移転。統廃合後、博多水上警察署に再改称、現在の博多臨港警察署。

## 装備

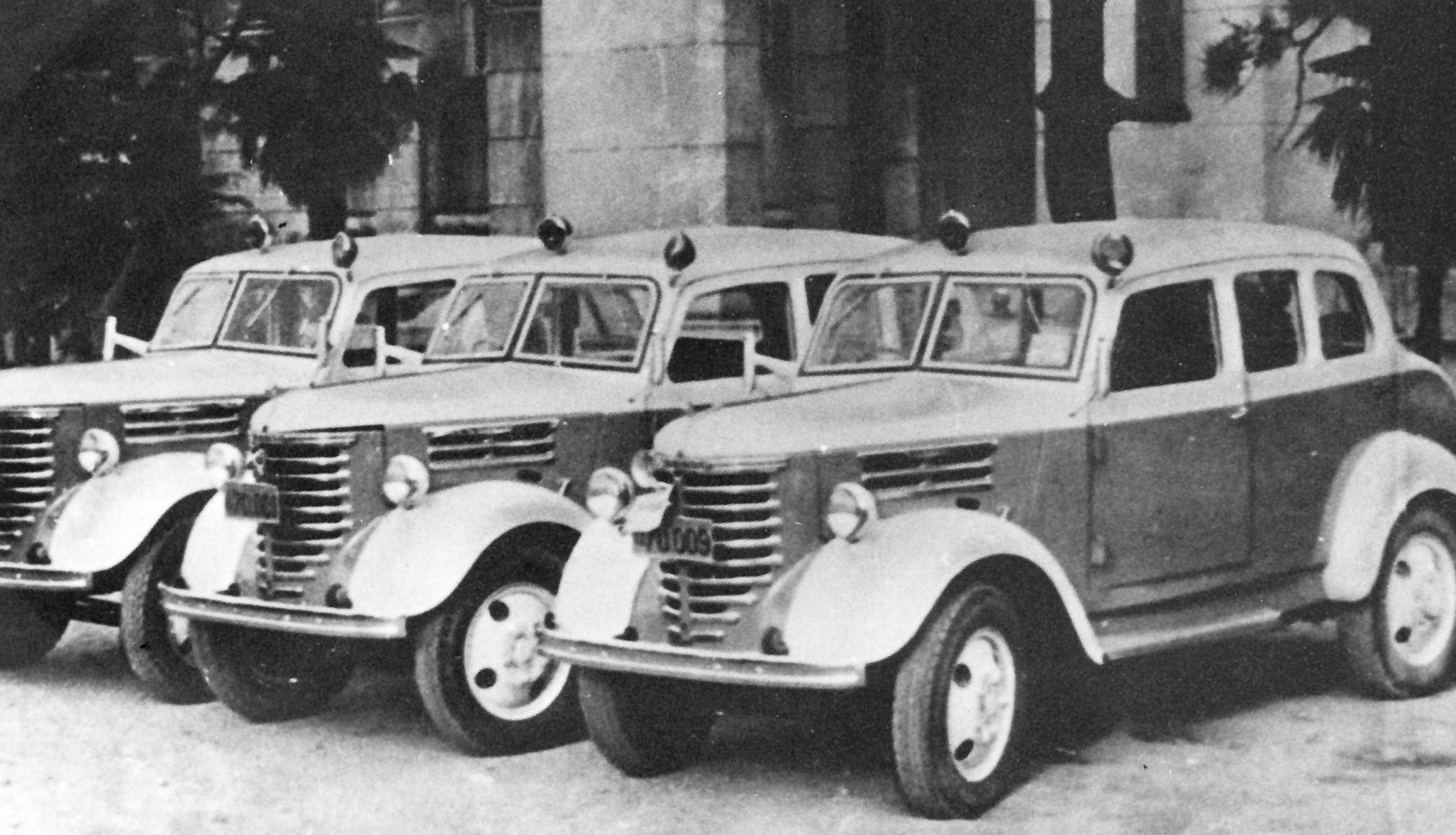
福岡県の自治体警察・国家地方警察に割り当てられた無線機付パトカー（1950年）。21両のうち、福岡市警察には2両、後に3両が割り当てられた。

拳銃は、967人の定員に対し130丁が貸与された。なお、博多港警察には20丁が貸与された。
創設時点で、博多港警察を含む福岡市警察に割り当てられた車両・船舶は以下の通りだった。
| 警察署                            | パトカー            | サイドカー | オートバイ | ジープ | トラック | 自転車 | 船舶 |
| --------------------------------- | ------------------- | ---------- | ---------- | ------ | -------- | ------ | ---- |
| 福岡市警察本部本部                |                     |            |            |        | 2両      |        |      |
| 福岡市警察署                      | 1両                 | 2両        | 1両        | 1両    | 1両      | 5両    |      |
| 西福岡警察署                      | 1両                 | 1両        |            | 1両    | 1両      | 14両   |      |
| 東福岡警察署                      | 1両 1両（軽自動車） | 1両        |            |        | 1両      | 6両    |      |
| 博多港警察 （後の博多水上警察署） |                     | 1両        |            |        | 1両      | 4両    | 3隻  |

## 警察学校
福岡県警察学校（1951年2月から福岡県第一警察学校）を警察学校とした。
1952年には、拝命して2年以上の警部補、巡査部長、巡査で35歳未満の警察官から選抜して、一般大学に派遣する制度が行われた。九州大学と西南学院大学に各2名を派遣する予定だったが、九州大学は大学の反対で実現せず、西南短期大学夜間部に合わせて4名が選科生として入学し講義を受講した。

## 機関誌
福岡県警察部が発行していた機関誌『晩鐘』に代わり、福岡市警察では1950年春から月刊誌『防塁』を刊行し、1954年6月号まで刊行された。

## その他
1948年から平和台ボクシング場で開催された県下対署柔道大会では、第1回大会から第6回大会までの全てで福岡市警察が団体優勝したほか、第1・4回大会では個人の部でも福岡市警察の署員が優勝した。1949年2月7日に西日本新聞社3階講堂で開催された警察職員素人演芸大会では、伊藤久男の「高原の旅愁」を歌った西福岡警察署署員が優勝した。

## 犯罪率
終戦直後の混乱もあって、発足した1948年（昭和23年）だけで管内の犯罪発生件数は2万2,845件、交通違反は1,652件におよび、下記の件数が検挙・送庁されていた。
- 密入国 - 590件
- 街娼婦 - 1,904件
- 主食、生鮮食料品など統制品取り締まり - 1,964件
- 密造酒取り締まり - 4,330件

### 主な事件
- 福岡連続強盗殺人事件 - 古谷惣吉連続殺人事件のうち、1951年5月15日に起こした強盗殺人事件。7月27日に共犯者が逮捕された。
- 平和台事件（1952年7月16日） - 国家地方警察福岡県本部の機動隊と共に、警官隊が平和台球場に投入された。
- 昭和28年西日本水害

## 福岡市公安委員会
福岡市公安委員会は行政管理と運営管理の権限を持ち、福岡市警察を管轄する委員会として、福岡市議会の承認の上で福岡市長が任命した。任期は3年で、1948年3月10日時点で下記の3名が選任された。
委員長
水島剣城（選任当時52歳） - 僧侶
委員
水月文英（選任当時64歳） - 筑紫女学校（現・筑紫女学園中学校・高等学校）校長
藤木広（選任当時60歳） - 医師